# Ignaz Burri
Ignaz Burri (* 12. September 1872 in Malters; † 13. März 1958 ebenda, katholisch, heimatberechtigt in Malters) war ein Schweizer Politiker (FDP). 

## Biografie
Ignaz Burri wurde am 12. September 1872 als Sohn des Landwirts und Luzerner Grossrats Ignaz Burri senior und der Barbara, geborene Bächler, in Malters geboren. Burri war mit Maria Josefa, geborener Fuchs, verheiratet und war von Beruf Landwirt. In den Jahren 1935 bis 1955 präsidierte er den Zentralschweizerischen Milchverband.
Der freisinnige Politiker gehörte von 1919 bis 1947 dem Luzerner Grossrat und von 1928 bis 1947 dem Nationalrat an. Burri verstand sich nicht als Parteipolitiker, sondern als Interessenvertreter des Bauernstandes.
Ignaz Burri verstarb am 13. März 1958 im Alter von 85 Jahren in Malters.

## Weblink
- Peter Quadri: Burri, Ignaz. In: Historisches Lexikon der Schweiz.

| Personendaten    | Personendaten             |
| ---------------- | ------------------------- |
| NAME             | Burri, Ignaz              |
| KURZBESCHREIBUNG | Schweizer Politiker (FDP) |
| GEBURTSDATUM     | 12. September 1872        |
| GEBURTSORT       | Malters                   |
| STERBEDATUM      | 13. März 1958             |
| STERBEORT        | Malters                   |